# Кулаківська сільська рада
Кула́ківська сільська́ ра́да — адміністративно-територіальна одиниця та орган місцевого самоврядування в Заліщицькому районі Тернопільської області. Адміністративний центр — село Кулаківці.

## Загальні відомості
- Територія ради: 7,77 км²
- Населення ради: 408 осіб (станом на 2018 рік)
- Територією ради протікає річка Серет

## Населені пункти
Сільській раді були підпорядковані населені пункти:
- с. Кулаківці

## Склад ради
Рада складалася з 12 депутатів та голови.
- Голова ради: Яковчук Віктор Миколайович
- Секретар ради: Похович Галина Богданівна

### Керівний склад попередніх скликань
| Прізвище, ім'я, по батькові | Основні відомості                                                               | Дата обрання | Дата звільнення |
| --------------------------- | ------------------------------------------------------------------------------- | ------------ | --------------- |
| Яковчук Віктор Миколайович  | Сільський голова, 1960 року народження, освіта середня спеціальна, безпартійний | 26.03.2006   | 31.10.2010      |
| Яковчук Віктор Миколайович  | Сільський голова, 1960 року народження, освіта середня спеціальна, безпартійний | 31.10.2010   |                 |

Примітка: таблиця складена за даними сайту Верховної Ради України

### Депутати
За результатами місцевих виборів 2015 року депутатами ради стали:

#### За суб'єктами висування
| Суб'єкт висування | Кількість обраних депутатів | %   |
| ----------------- | --------------------------- | --- |
| Самовисування     | 12                          | 100 |

#### За округами
| № округу | Прізвище, ім'я, по батькові  | Дата визнання обраним | Освіта             | Партійна приналежність | Відомості про обраного депутата          |
| -------- | ---------------------------- | --------------------- | ------------------ | ---------------------- | ---------------------------------------- |
| 1        | Федів Наталія Іванівна       | 03.11.2010            | середня спеціальна | позапартійна           | Кулаківський дитячий садок, вихователь   |
| 2        | Казюк Володимир Васильович   | 03.11.2010            | середня спеціальна | позапартійний          | тимчасово не працює                      |
| 3        | Ковбель Ганна Іванівна       | 03.11.2010            | середня спеціальна | позапартійна           | Магазин, продавець                       |
| 4        | Пахович Іван Миколайович     | 03.11.2010            | вища               | позапартійний          | тимчасово не працює                      |
| 5        | Когут Марія Михайлівна       | 03.11.2010            | середня спеціальна | позапартійна           | тимчасово не працює                      |
| 6        | Николайчук Наталія Василівна | 03.11.2010            | середня спеціальна | позапартійна           | Кулаківська сільська рада, секретар ради |
| 7        | Гнатишин Іван Миколайович    | 03.11.2010            | вища               | позапартійний          | Агрофірма «Престиж», агроном             |
| 8        | Павлик Любомира Юрківна      | 03.11.2010            | середня спеціальна | позапартійна           | ТзОВ «Добробут», бригадир                |
| 9        | Гаврилюк Сергій Богданович   | 03.11.2010            | вища               | позапартійний          | тимчасово не працює                      |
| 10       | Лилик Василь Іванович        | 03.11.2010            | середня спеціальна | позапартійний          | тимчасово не працює                      |
| 11       | Штокалюк Тетяна Іванівна     |                       |                    | позапартійна           | тимчасово не працює                      |
| 12       | Похович Надія Дмитрівна      | 03.11.2010            | середня спеціальна | позапартійна           | тимчасово не працює                      |